# أورفولت
أورفولت هي بلدية في مقاطعة لوار أتلانتيك في غرب فرنسا . وهي رابع أكبر ضواحي مدينة نانت ، وهي متاخمة لها في الشمال الغربي

## أنظر أيضا
- كوميونات مقاطعة لوار أتلانتيك

## روابط خارجية
- الموقع الرسمي باللغة الفرنسية